# Chapelle Sainte-Tulle
La Chapelle Sainte Tulle est une chapelle romane, sur la commune de Sainte-Tulle, dans les Alpes-de-Haute-Provence.

## Architecture
De base rectangulaire, la chapelle Sainte-Tulle est de style roman. Sa particularité est la présence d'une crypte, fait rare pour une chapelle rurale. Des travaux de remaniement ont eu lieu en 1892, au niveau de l'abside et de la porte d'entrée.

## Histoire
Initialement rattaché à un prieuré fondé par l'Abbaye Saint-André de Villeneuve-lès-Avignon, cette chapelle date du XIIe siècle. Depuis cette date, elle a maintes fois servi de lieu de pèlerinage à Sainte-Tulle, notamment lors de la peste de 1720, ainsi que lieu de sépulture. 
La chapelle est inscrite au titre des monuments historiques en 2011.

## En savoir plus